# Xanthosoma sagittifolium
Para la otra "oreja de elefante", véase Alocasia odora.
Xanthosoma sagittifolium (L.) Schott es una especie de planta de uso ornamental y comestible de la familia de las aráceas, originaria de América Central, cultivada extensamente en las regiones tropicales, que producen raíces tuberosas, ricas en almidón y que contienen entre 1 y 8,8% de proteína. Xanthosoma sagittifolium es muy semejante a Colocasia esculenta.

## Nombres
Quizás el nombre más común para esta planta sea quequesque o quequisque, uncucha o papa china; utilizado en Perú, México, Guatemala, Venezuela, quequextli o de 'quetl', tallo, tronco; 'quitli', cosa picante; 'quetl', verdura. También es conocida como aro, bore, camacho, chonque, macabo, mafafa, mangareto o mangarito, mangará-mirim o mangarás, ocumo, oreja de elefante, rascadera, taioba, yaro, malanga, tiquisque en Costa Rica, walusa, hualusa, yautía en República Dominicana y Puerto Rico, walusa o hualusa en Bolivia.
En el Oriente venezolano es común denominar a la raíz comestible ocumo blanco para distinguirlo del ocumo chino (Colocasia esculenta), ambos se utilizan para la elaboración del sancocho. Cabe señalar que a Xanthosoma violaceum se le conoce como Otoe en Panamá.

## Clasificación y descripción
Xanthosoma sagittifolium, es una planta herbácea, tiene tallo subterráneo del cual brotan los cormos, los cuales tienen una corteza de color marrón oscuro y la pulpa es blanca o amarilla, las hojas salen de la base en forma de espádice (tallo del cual sale la hoja y por diferentes), la duración del ciclo de crecimiento o ciclo vegetativo es de 270 a 330 días.
Es una planta herbácea perenne, en un cormo o tallo principal subterráneo, en forma de rizoma, del que brotan tallos secundarios engrosados o cormelos. Del tallo principal nacen varias hojas grandes, sagitadas, erectas con largos peciolos acanalados, las hojas alcanzan hasta los 1,3 m de largo, generalmente triangulares, con 3 nervios principales, el haz verde brillante y en el envés verde claro. La inflorescencia presenta una espata de color amarillento; en la base de la inflorescencia aparecen las flores femeninas ordenadas en polígonos, las flores masculinas, en la parte superior y estériles en la media. Los espádices son raramente fértiles, produciendo pocas semillas viables. Frutos tipo baya, pequeños y ovoides, verdes al madurar, carnosos. Las plantas denominadas orejas de elefante son plantas para interiores o exteriores con hojas muy grandes en forma de flecha. La intoxicación puede ocurrir si la persona come partes de esta planta.

## Elemento tóxico
Las sustancias dañinas en las plantas oreja de elefante son:
- Ácido oxálico
- Asparagina, un aminoácido encontrado en esta planta

Nota: Las hojas y los tallos son la parte más peligrosa si se ingieren en grandes cantidades.

## Distribución
El género Xanthosoma es de origen americano desde México hasta Brasil, y se le considera una de las plantas cultivadas más antiguas del mundo, actualmente su cultivo se concentra en la zona del Caribe.  En Puerto Rico es uno de los cultivos más antiguos heredados de los aborígenes Arawak. Esta especie fue dispersada posteriormente al sudeste de Asia, las islas del Pacífico y África donde fue introducida durante el siglo XIX, el macal ya era un cultivo importante en Centroamérica, Colombia, Venezuela y Antillas en la época del descubrimiento de América. Actualmente es cultivada en muchos países a nivel mundial. En México, es apreciado en la gastronomía tradicional rural, debido a que es un ingrediente para ciertos guisos muy representativa del sureste mexicano, específicamente del estado de Tabasco. En México se distribuye en los estados de Veracruz, Tabasco, Chiapas y la Península de Yucatán.

## Hábitat
Esta especie crece y se desarrolla en selva tropical, en elevaciones de 0 a 1900 m s. n. m., aunque en su hábitat natural crecen bajo el dosel del bosque, bajo cultivo que se siembran con la exposición a la luz solar. Requieren suelos bien drenados y no tolera la presencia permanente de agua. La temperatura media para su crecimiento óptimo debe superar los 25 °C. Con fines de cultivo se recomienda sembrarla en suelos principalmente de textura franco arenosa con alto contenido de materia orgánica. Requiere suelos profundos y bien drenados con una precipitación pluvial de 1600 a 2500 mm anuales.
Requiere de clima cálido, húmedo con temperaturas que fluctúan o están entre los 20 °C y 30 °C, con buena luminosidad, no tolera bajas temperaturas y se debe cultivar en altitudes de los 1.000 metros sobre el nivel del mar, con una humedad relativa del 70% al 80%, el requerimiento de precipitación de lluvias está alrededor de los 1.500 a 2.000 mm.

## Estado de conservación
Es una planta ampliamente distribuida en todo el mundo en su forma cultivada. En la zona del Caribe, es el lugar donde se ha encontrado mayor de variabilidad de esta planta.  No es una especie que se encuentra bajo alguna categoría de riesgo de la norma 059 de la SEMARNAT 2010, en México. Tampoco se encuentra bajo alguna categoría internacional de riesgo, de acuerdo a la Unión Internacional para la Conservación de la Naturaleza (IUCN).

## Usos

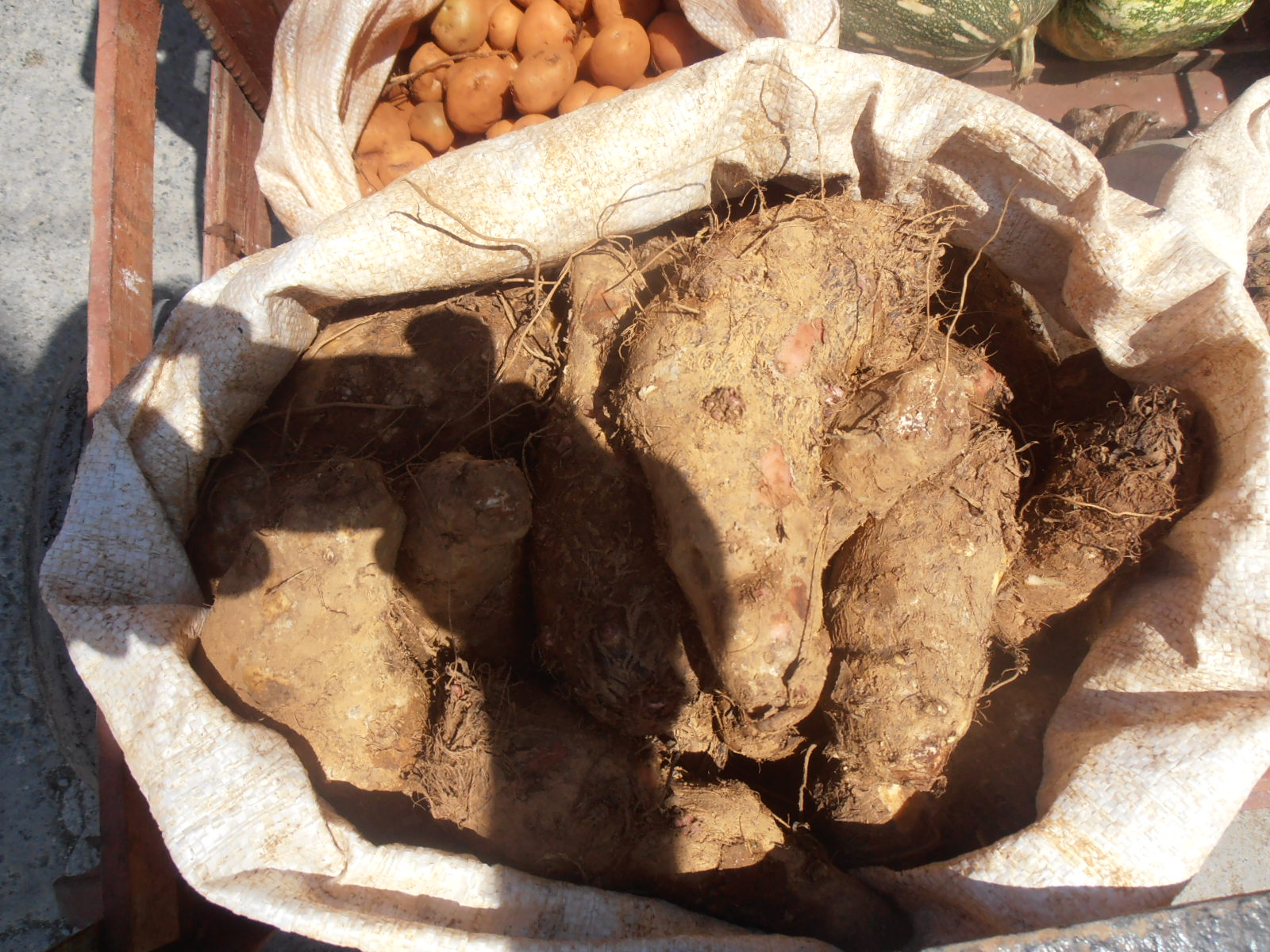
Raíces de Xanthosoma sagittifolium, en venta junto a otros alimentos en un mercado de Cuba, donde son llamadas malangas.

Algunas partes se utilizan en sopas, guisos, asados, fritos, purés, refrescos, bebidas, dulces, panes utilizando la harina, en pastelerías, galletas.
Las hojas jóvenes pueden ser comidas como verduras o en sopas, también tiene uso industrial, los cormos se utilizan tanto para consumo humano o animal.